# Villers-devant-le-Thour
Villers-devant-le-Thour è un comune francese di 387 abitanti situato nel dipartimento delle Ardenne nella regione del Grand Est.

## Società

### Evoluzione demografica
Abitanti censiti